# Sandro Silva
Sandro Silva, född 19 februari 1992 i Amsterdam, är en nederländsk discjockey som skrev skivkontrakt med Spinnin' Records år 2010. Han slog igenom med låten "Epic" som han samarbetade med Quintino, som blev en hit i Nederländerna och andra delar av världen.

## Diskografi

### Singlar
- 2011 – Epic (med Quintino)
- 2011 – Mach 5
- 2012 – Core
- 2012 – Gladiator (med Oliver Twizt)
- 2013 – Payback
- 2014 – Puna
- 2014 – Symphony (med Arston)
- 2014 – P.L.U.R
- 2015 – Aftermath (med Quintino)
- 2015 – Firestarter
- 2016 – Takeover (med Arston)
- 2016 – Spartan
- 2016 – Breaking Walls (med Rochelle)
- 2018 – Running Back
- 2018 – Show Me (med Anjulie)
- 2020 – Raise Your Flag
- 2020 – Wizard of the Beats (med W&W och Zafrir)
- 2020 – Lost in <3
- 2020 – Raver Dome (med 3 Are Legend och Justin Prime)
- 2020 – Ibiza 7AM